# Fernando Cornejo
Fernando Andrés Cornejo Jiménez (Rengo, 1969. január 28. – Santiago, 2009. január 24.) chilei válogatott labdarúgó.
Összesen 33 alkalommal szerepelt a chilei válogatottban és 2 gólt szerzett. A nemzeti együttesben 1991 és 2000 között játszott. Részt vett az 1998-as labdarúgó-világbajnokságon, ahol két mérkőzésen lépett pályára.
Több mint egy hónapon át tartó kórházi kezelés után hunyt el gyomorrák következtében négy nappal a 40. születésnapja előtt, 2009. január 24-én.